# Фуга, Тани
Таниэлу «Тани» Фуга (англ. Tanielu "Tani" Fuga, родился 14 июля 1973 в Апиа) — самоанский регбист, выступавший на позиции хукера и известный по играм за «Харлекуинс».

## Биография
Воспитывался дедушкой и бабушкой, Иосиа и Салавао Фуга, в 1986 году поступил в Колледж Уаитакере и стал игроком новозеландского клуба «Уаитемата». В 1999 году дебютировал за сборную Самоа на позиции хукера и через год перешёл в Великобританию, где выступал его кумир — Кит Вуд. С 2000 по 2010 годы Фуга играл за клуб «Харлекуинс», дебютировав 9 сентября 2000 года в поединке против «Лондон Уоспс» и выйдя на замену. 7 октября 2000 года занёс первую попытку в еврокубках (Европейский кубок вызова) в матче против клуба «Перигё». В 2001 году в составе «Харлекуинс» завоевал Европейский кубок вызова, сумев попасть в заявку на полуфинал против «Ньюкасл Фэлконс», поскольку у команды попросту не было хукеров в связи с травмой Кита Вуда и запретом на включение в заявку Джонни Роддэма.
В 2004 году Фуга отметился дисквалификацией на 7 недель за грубую игру в матче полуфинала Европейского кубка вызова против «Коннахта». В 2008 году в матче против «Лланелли Скарлетс» Фуга уже стал жертвой неправильного захвата со стороны Мэтью Риза, за что тот был наказан жёлтой карточкой, поскольку Фуга был без мяча в момент атаки и уже успел отдать пас. 6 августа 2010 года состоялся прощальный матч Фуги за «Харлекуинс» на «Туикенеме».
За сборную Самоа Фуга сыграл 9 раз, дебютировав 12 июня 1999 года в Апиа игрой против Франции. Первую и единственную попытку за сборную занёс 18 июня 1999 года в Норт-Шор-Сити в игре против Новой Зеландии. Дважды сыграл на чемпионате мира 2007 года против ЮАР и Тонга. Ещё два матча провёл в 2008 году за сборную Тихоокеанского региона «Пасифик Айлендерс» против Франции и Италии.
6 сентября 2011 года перед началом чемпионата мира по регби в Новой Зеландии Фуга открыл ресторан Nando's в Окленде на Понсонби-роуд. По состоянию на 2018 год — тренер регбийного клуба «Понсонби» в турнирах Окленда по регби.